# Yosef Bittón
El rabino Yosef Bittón es un rabino comunitario nacido en Argentina y es ex Gran Rabino de Uruguay.

## Biografía

### Primeros años y educación
El rabino Yosef Bitton nació en Argentina de padres argentinos. Sus abuelos procedían de Tetuán, Marruecos y sus abuelos maternos, de Damasco, Siria.  
Recibió su ordenación del rabinato de Israel y la ordenación de Dayanut del rabino Ovadiah Yosef. Sus estudios académicos los cursó en la Yeshiva University, en Nueva York. Estudió también en la universidad Bar-Ilan, donde obtuvo su primer título en lengua hebrea, estudios bíblicos y Talmud. Además, estudió en la Universidad Hebrea de Jerusalén; en la Universidad Ben-Gurión y en el departamento de religión de la Universidad de Emory en Atlanta, GA.

### Carrera rabínica
El rabino Yosef Bitton ejerció por más de 35 años como rabino comunitario en Buenos Aires, Montevideo y actualmente en Estados Unidos, donde es rabino de la Congregación Shaare Rachamim, perteneciente a la UMJCA, la comunidad Mashadi de Great Neck, Nueva York.
Desde 1985 se desempeñó como Rabino del Templo Chalom. Luego fue rabino de la Congregación Agudat Dodim hasta 1996, ambas grandes congregaciones sefaradíes en Buenos Aires, Argentina.
En 1996 Bittón organizó un proyecto de inmigración comunitario (Aliyá) junto con el vicealcalde de la ciudad de Dimona, Israel, el Sr Albert Asaf. Junto con el rabino Bitton y su familia llegaron a esa ciudad 40 familias, la mayoría pertenecientes a la comunidad Agudat Dodim de Flores, Buenos Aires.
En 1998, regresó a América del Sur como Gran Rabino de Uruguay, donde fue líder espiritual para más de 25.000 familias durante cuatro años.
En 2004, se mudó a Nueva York donde ahora vive con su esposa Coty, sus hijos y sus nietos, y ejerce en la Congregación Shaare Rachamim .

## Obras publicadas

### Libros escritos por el rabino Yosef Bitton
Su primer libro fue Un análisis talmúdico de la historia de Cenicienta.
Su libro más conocido es Creación, un análisis de los primeros tres versículos de Génesis, Génesis Capítulo 1, versículos 1-3. Este libro ha sido traducido al inglés y portugués, y ha recibido cobertura en múltiples fuentes.
En 2018, publicó Gigantes olvidados, la historia de 26 rabinos sefaradíes, antes y después de la expulsión de España. También completó un libro sobre la creación llamado Dinosaurios en la Biblia, en Génesis Capítulo 1, Versículos 20-22. El libro ha sido publicado en portugués y pronto será publicado en inglés y español.

### Newsletter
El correo electrónico diario de su sitio web, Halajá of the Day, alcanza los 48.000 suscriptores.